# Xavier Haegy
François-Xavier Haegy (Hirsingue, 1870 - Colmar, 1932) fou un religiós i polític alsacià. D'origen camperol, estudià al gymnasium de Zillisheim i el 1892 s'ordenà al seminari d'Estrasburg. Fou dedicidament francòfob, antítesi d'Émile Wetterlé, dins el nacionalisme alsacià. Es dedicà al periodisme, dirigint Oberelsässische Landeszeitung (1897-1900) a Mülhausen. El 1913, amb Eugène Ricklin, participà a Berna i Basilea en les Conferències de la Pau de la Unió Interparlamentària, va fundar els diaris Die Haimat i Elsasser Kurier. Des del 1925 fou un dels principals dirigents del Heimatbund i de la Unió Popular Republicana i el 1927 es va veure embolicat en el Procés de Colmar.